# Сересо, Энрике
Энрике Сересо Торрес (исп. Enrique Cerezo Torres) — испанский кинопродюсер, президент мадридского «Атлетико», футбольного клуба Испанской лиги с 2002 года.

## Карьера
Энрике Сересо начал карьеру в кино в 1971 году в качестве помощника оператора в фильме «Приезжайте в Германию, Пепе».
Является владельцем компании Enrique Cerezo — Teatro Production. В 90-х годах занялся продюсированием фильмов. Среди наиболее известных фильмов Энрике Сересо Собака на сене, Звёзды, Спросите короля и другие кинокартины.
С 1998 года является президентом EGEDA.

## Президент ФК «Атлетико Мадрид»
После попадания клуба в первый дивизион в 2002 году Хесус Хиль, уходя с поста президента клуба по решению суда, предложил эту должность Энрике Сересо.
После нескольких лет посредственных результатов в национальных турнирах, в 2006 году клуб приобрёл Серхио Агуэро.
Как президент клуба, в июле 2007 года он продал стадион «Висенте Кальдерон» городскому совету Мадрида. Против этого решения выступило много болельщиков. Позже клуб продал капитана команды Фернандо Торреса.
В июле 2007 года клуб получает право на участие в Кубке УЕФА через Кубок Интертото.
В мае 2008 года, после 12 лет, команда впервые претендовала на участие в Лиге чемпионов. Впервые, Сересо, на посту президента, достиг целей, поставленных в начале сезона.
В сезоне 2010 года, после провального начала, команда выходит в Кубок УЕФА, таким образом обеспечив клубу конец 48-летней полосы без выступления в еврокубках. В свою очередь, команда квалифицировалась на финал Copa del Rey.
За время руководства Энрике Сересо футбольным клубом «Атлетико Мадрид», клуб выигрывал:
- Кубок Интертото (2007)
- Лигу Европы (2010, 2012, 2018)
- Суперкубок УЕФА (2010, 2012,2018)
- Кубок Испании (2013)
- Чемпионат Испании (2014, 2021)
- Суперкубок Испании (2014)